# Song Aimin
Song Aimin (China, 7 de febrero de 1978) es una atleta china, especializada en la prueba de lanzamiento de disco en la que llegó a ser medallista de bronce olímpica en 2008.

## Carrera deportiva
En los JJ. OO. de Pekín 2008 ganó la medalla de bronce en el lanzamiento de disco, llegando hasta los 62.20 metros, quedando en el podio tras la estadounidense Stephanie Brown Trafton y la ucraniana Olena Antonova (plata).